# Stefano Durazzo (Kardinal)

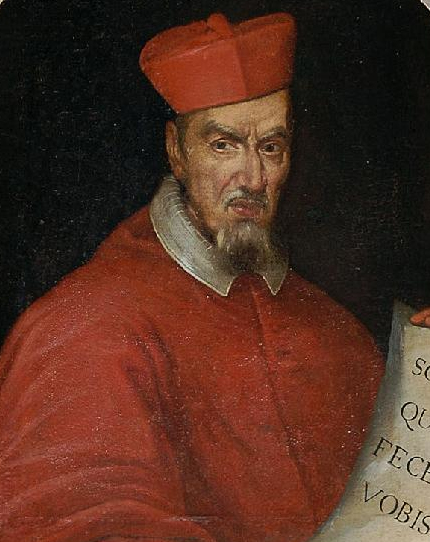
Stefano Kardinal Durazzo (Gemälde 17. Jh.)

Kardinalswappen (modernes Schema)

Stefano Durazzo (* 5. August 1594 in Multedo; † 11. Juli 1667 in Rom) war ein italienischer katholischer Kardinal und Erzbischof.

## Biografie
Er stammte aus der adeligen genueser Familie der Marchesi Durazzo, aus der neun Dogen hervorgingen. Er selbst war der Sohn des Dogen der Republik Genua Pietro Durazzo und Aurelia Saluzzo, und Bruder des Dogen Cesare Durazzo (1593–1680). Er studierte Recht in Rom.
Am 28. November 1633 wurde er von Papst Urban VIII. zum Kardinal kreiert. Von 1634 bis 1666 war er Kardinalpriester mit der Titelkirche San Lorenzo in Panisperna und von 1666 bis zu seinem Tod Kardinalpriester von San Lorenzo in Lucina. Am 5. März 1635 wurde er Erzbischof der ligurischen Hauptstadt und behielt dieses Amt bis zum 1. Oktober 1664.
Er stand in starkem Widerspruch zum Dogen und weigerte sich, Agostino Pallavicini, den Anwärter auf die Königskrone, zu krönen. Der Doge wollte bekräftigen, dass seine Macht von Gott kommt, und deshalb hatte er auch Macht in und über die Kirche. Der Konflikt wurde durch seinen Wunsch verstärkt, die Krankenhäuser und Bruderschaften (die Casacce) zu kontrollieren, die zu dieser Zeit ein sehr mächtiges soziales Netzwerk mit beträchtlichem wirtschaftlichem und sozialem Gewicht darstellten. Diese dachten, sie seien nur von der zivilen Macht abhängig und lehnten das reformistische Eingreifen des Erzbischofs ab.
Danach wurde er mit dem Legat von Bologna beauftragt. Als er 1642 zurückkehrte, flammten die Kämpfe mit der Regierung erneut auf. Der Kardinal wollte keine Kontrolle der Regierung über das von ihm gegründete und zum Teil aus eigenen Mitteln finanzierte Seminar. Als Vergeltung wurde ihm jegliche Subventionierung verweigert. In der Synode von 1643 wurden seine Entscheidungen von jenem Teil des Klerus kritisiert, der jeder Reform ablehnend gegenüberstand.
Es entstand ein neuer Konflikt mit dem Senat als Durazzo 1647 eine Steuer von 4 % zugunsten des Seminars erhob. Die Einhebung erfolgte vor allem auf bestimmte Einkünfte der erzbischöflichen Mensa und des Domkapitels, aber auch auf alle Einkünfte der Pfarrer und die einfachen Einkünfte der Diözese, die aufgrund des heiligen Gehorsams und unter Androhung der Suspendierung zu beachten war. Der Aufschrei war sehr groß und es gab einen Appell an den Papst.
Nach 1648 wandte sich der Senat mehrmals an Rom, und 1649 beantragte der Doge Giacomo De Franchi Toso offiziell die Absetzung des Erzbischofs. Die Diözese war gespalten. Ein Teil des Klerus war irritiert über die Erhebung der Steuer für das Seminar während andere, darunter viele Laien, auf der Seite des Kardinals standen. Darunter befanden sich die Mystikerin Virginia Centurione Bracelli und Anton Giulio Brignole Sale, der eine vielversprechende öffentliche Karriere aufgab, um bei den Jesuiten einzutreten.
Er bevorzugte die Ordensleute, insbesondere die Jesuiten, die Kapuziner und die Theatiner, die er auch nach Korsika schickte, um zu missionieren.
Er gründete die Congregazione dei Missionari Urbani für die missionarische Predigt in der Stadt und rief die Oratorianer und Lazaristen, die er besonders schätzte.
In seiner Diözese unternahm er zwei Pastoralreisen (die zweite fand zwischen 1650 und 1654 statt), reorganisierte die Diözese und richtete 34 neue Pfarren ein.
1655 schrieb er, es sei ihm endlich gelungen die Einmischung eines bestimmten Laienrichters in das Seminarleben zu verhindern, der sich in die Regierung und in die Auswahl der Schüler einmischte.
Anlässlich der Pest von 1656 leistete er heroische Arbeit, bis hin zur Erlangung des Spitznamens Borromäus von Genua. Nach der Pest von 1656 hielt er sich in Rom auf (1659–1661). Bei seiner Rückkehr war die Situation immer noch kritisch, so dass er aufgrund seiner schweren Krankheit auf die Regierung von Genua verzichtete und sich nach Rom zurückzog. Er hatte gerade den Erlass des Senats unterschrieben, der beschlossen hatte, den Dogen auf den Thron zu setzen und die Kanoniker verpflichtete, den Senat bei der Teilnahme an feierlichen liturgischen Zeremonien zu begleiten.
Er starb 1667 in Rom. Sein Grabdenkmal ist neben dem Hochaltar der Kirche Santa Maria in Monterone zu sehen.

## Person
Er war ein Pastor und ein einflussreicher Chef. Er nahm an den Missionen teil, bei den Monats- und Jahresexerzitien des Klerus war er der erste, der gerne beichtete. Er befürwortete den Quarantore (40-Stunden-Andacht) und verstärkte die Verehrung der Eucharistie. Er vereinte Standhaftigkeit und religiösen Sinn. Er war gebieterisch und autoritär. Aber es wird gesagt, dass hinter seiner Härte ein echtes Priesterherz steckte.
Er ließ das Priesterseminar auf eigene Kosten errichten und gründete die Kongregation der Missionare des Heiligen Vinzenz von Paul.
Er war Onkel von Kardinal Marcello Durazzo (kreiert 1686), Sohn des Dogen Cesare und Neffe des Dogen Pietro. Ein weiterer Doge war sein Neffe Pietro Durazzo, Sohn von Cesare.